# مارسيال بينا
مارسيال بينا (بالإسبانية: Marcial Pina)‏ مواليد 23 أغسطس 1946 في إسبانيا، هو لاعب كرة قدم إسباني دولي سابق كان يلعب كلاعب وسط. لعب خلال مسيرته 379 مباراة سجل خلالها 79 هدفاً.

## مرحلة الشباب

### أندية لعب لها
- نادي إلتشي

## المسيرة الاحترافية

### أندية لعب لها
- نادي إلتشي
- إسبانيول
- نادي برشلونة
- أتلتيكو مدريد

## روابط خارجية
- مارسيال بينا على موقع الاتحاد الدولي (مؤرشف)  (الإنجليزية)
- مارسيال بينا على موقع قاعدة بيانات كرة القدم.إي يو (الإنجليزية)
- مارسيال بينا على موقع ناشيونال فوتبول تيمز (الإنجليزية)
- مارسيال بينا على موقع عالم كرة القدم.نت (الإنجليزية)